# Esqui cross-country nos Jogos Olímpicos de Inverno da Juventude de 2012
As competições de esqui cross-country nos Jogos Olímpicos de Inverno da Juventude de 2012 foram realizadas na Seefeld Arena, em Seefeld, Áustria. As provas aconteceram nos dias 17, 19 e 21 de janeiro. Além dos dois eventos individuais por sexo, foi realizada também uma prova de revezamento misto com atletas do biatlo.

## Calendário
| Janeiro             | 13 | 14 | 15 | 16 | 17 | 18 | 19 | 20 | 21 | 22 |
| ------------------- | -- | -- | -- | -- | -- | -- | -- | -- | -- | -- |
| Esqui cross-country |    |    |    |    | 2  |    | 2  |    | 1  |    |

|  | Dia de final |

## Eventos
- Largada coletiva 10 km masculino
- Largada coletiva 5 km feminino
- Velocidade individual masculino
- Velocidade individual feminino
- Revezamento misto esqui cross-country-biatlo

## Qualificação
Cada país pode inscrever um máximo de quatro atletas (dois rapazes e duas moças). Os sete países melhores colocados no Campeonato Mundial Júnior de Esqui Alpino de 2011 e o país-sede, a Áustria, podem enviar no máximo quatro atletas. As vagas restantes foram foram distribuídas entre as nações que marcaram pontos no Troféu Marc Holder do referido campeonato. As vagas que ainda assim sobraram foram distribuídas a países que não conseguiram classificação.
| CON                      | Masculino | Feminino | Total |
| ------------------------ | --------- | -------- | ----- |
| GER Alemanha             | 2         | 2        | 4     |
| AND Andorra              | 1         |          | 1     |
| ARM Armênia              | 1         | 1        | 2     |
| AUS Austrália            | 1         | 1        | 2     |
| AUT Áustria              | 2         | 2        | 4     |
| BEL Bélgica              | 1         |          | 1     |
| BLR Bielorrússia         | 1         | 1        | 2     |
| BIH Bósnia e Herzegovina | 1         |          | 1     |
| BUL Bulgária             | 1         | 1        | 2     |
| CAN Canadá               | 1         | 1        | 2     |
| KAZ Cazaquistão          | 1         | 1        | 2     |
| CHN China                | 1         | 1        | 2     |
| KOR Coreia do Sul        | 1         | 1        | 2     |
| CRO Croácia              | 1         | 1        | 2     |
| DEN Dinamarca            | 1         | 1        | 2     |
| SVK Eslováquia           | 1         | 1        | 2     |
| SLO Eslovênia            | 2         | 2        | 4     |
| ESP Espanha              | 1         | 1        | 2     |
| USA Estados Unidos       | 1         | 1        | 2     |
| EST Estônia              | 1         | 1        | 2     |
| FIN Finlândia            | 2         | 2        | 4     |
| FRA França               | 2         | 2        | 4     |
| GBR Grã-Bretanha         | 1         | 1        | 2     |
| HUN Hungria              | 1         |          | 1     |
| IRI Irã                  | 1         |          | 1     |
| ITA Itália               | 1         | 1        | 2     |
| JPN Japão                | 2         | 2        | 4     |
| LAT Letônia              | 1         | 1        | 2     |
| LIE Liechtenstein        | 1         |          | 1     |
| LTU Lituânia             | 1         | 1        | 2     |
| LUX Luxemburgo           | 1         |          | 1     |
| NOR Noruega              | 2         | 2        | 4     |
| NZL Nova Zelândia        | 1         |          | 1     |
| POL Polônia              | 1         | 1        | 2     |
| CZE Chéquia              | 1         | 1        | 2     |
| MKD Macedônia do Norte   | 1         |          | 1     |
| ROM Romênia              | 1         | 1        | 2     |
| RUS Rússia               | 2         | 2        | 4     |
| SWE Suécia               | 1         | 1        | 2     |
| SUI Suíça                | 1         | 1        | 2     |
| TUR Turquia              | 1         |          | 1     |
| UKR Ucrânia              | 1         | 1        | 2     |
| Total de atletas         | 50        | 40       | 90    |
| Total de CONs            | 42        | 32       | 42    |

## Medalhistas

### Masculino
| Evento                          | Ouro                            | Prata                       | Bronze                          |
| ------------------------------- | ------------------------------- | --------------------------- | ------------------------------- |
| Largada coletiva 10 km detalhes | Alexander Selyaninov RUS Rússia | Kentaro Ishikawa JPN Japão  | Sergey Malyshev KAZ Cazaquistão |
| Sprint individual detalhes      | Andreas Molden NOR Noruega      | Marius Cebulla GER Alemanha | Alexander Selyaninov RUS Rússia |

### Feminino
| Evento                         | Ouro                          | Prata                          | Bronze                    |
| ------------------------------ | ----------------------------- | ------------------------------ | ------------------------- |
| Largada coletiva 5 km detalhes | Anastasia Sedova RUS Rússia   | Anamarija Lampic SLO Eslovênia | Lea Einfalt SLO Eslovênia |
| Sprint individual detalhes     | Slije Theodorosen NOR Noruega | Jonna Sundling SWE Suécia      | Linn Eriksen NOR Noruega  |

### Misto
| Evento                                                | Ouro         | Prata      | Bronze             |
| ----------------------------------------------------- | ------------ | ---------- | ------------------ |
| Revezamento misto esqui cross-country-biatlo detalhes | GER Alemanha | RUS Rússia | USA Estados Unidos |

## Quadro de medalhas
| Ordem | País              | Medalha de ouro | Medalha de prata | Medalha de bronze |    | Ordem por total |
| ----- | ----------------- | --------------- | ---------------- | ----------------- | -- | --------------- |
| 1     | Noruega (NOR)     | 2               | 0                | 1                 | 3  | 1               |
| 1     | Rússia (RUS)      | 2               | 0                | 1                 | 3  | 1               |
| 3     | Eslovênia (SLO)   | 0               | 1                | 1                 | 2  | 3               |
| 4     | Alemanha (GER)    | 0               | 1                | 0                 | 1  | 4               |
| 4     | Japão (JPN)       | 0               | 1                | 0                 | 1  | 4               |
| 4     | Suécia (SWE)      | 0               | 1                | 0                 | 1  | 4               |
| 7     | Cazaquistão (KAZ) | 0               | 0                | 1                 | 1  | 4               |
| Total | Total             | 4               | 4                | 4                 | 12 | -               |

NOTA: As medalhas do revezamento misto Biatlo-Esqui cross country foram contabilizadas na modalidade biatlo.